# ПМЦ-Поставы
ПМЦ-Поставы (бел. ПМЦ Паставы) — белорусский футбольный клуб из Постав.

## История
Клуб основан в 2006 году на основе «Поставского мебельного центра», откуда и взял своё название. Клуб сразу же стал выступать во Второй лиге. Свой дебютный сезон клуб выступал в роли фарм-клуба минского клуба МТЗ-РИПО. В 2007 году клуб стал выступать на самостоятельной основе и по итогу сезона стал чемпионом Второй лиги. В 2008 году клуб принял участие в Первой лиге, однако занял последнее место.
В 2009 году руководитель клуба решил распустить главную команду, оставив лишь академию для подготовки местных футболистов. Сам же клуб продолжил выступать на любительском уровне в областных турнирах. Некоторые футболисты из поставской академии попадали в клубы Высшей лиги и также в зарубежные клубы. В 2014 году академия из-за финансовых сложностей прекратила своё существование.

## Достижения
Вторая лига
 Чемпион: 2007

## Главные тренеры
| Главный тренер         | Период работы |
| ---------------------- | ------------- |
| Владимир Ильич Луферов | 2006          |